# Франція на літніх Олімпійських іграх 2024
Францію на літніх Олімпійських іграх 2024 представляли п'ятсот сімдесят три спортсмени в тридцяти п'яти видах спорту.

## Медалісти
| Медаль | Ім'я | Вид спорту                      | Дисципліна                               | Дата      |
| ------ | --- | ------------------------------- | ---------------------------------------- | --------- |
| 1      | Збірна Франції з регбі-7- Жан-Паскаль Баррак - Антуан Дюпон - Тео Форнер - Аарон Ґрандідьє Нкананґ - Джефферсон-Лі Жозеф - Стефен Парез - Варіан Паске - Раян Реббадж - Полен Ріва - Жордан Сефо - Енді Тімо - Антуан Зегдар | Регбі-7                         | чоловічий турнір                         | 27 липня  |
| 1      | Полін Ферран-Прево | Велоспорт                       | маунтінбайк (жінки)                      | 28 липня  |
| 1      | Леон Маршан | Плавання                        | 400 метрів комплексом (чоловіки)         | 28 липня  |
| 1      | Ніколя Гестен | Веслування на байдарках і каное | Каное-одиночки (чоловіки)                | 29 липня  |
| 1      | Манон Брюне | Фехтування                      | індивідуальна шабля (жінки)              | 29 липня  |
| 1      | Кассандр Богран | Тріатлон                        | жінки                                    | 31 липня  |
| 1      | Леон Маршан | Плавання                        | 200 метрів батерфляєм (чоловіки)         | 31 липня  |
| 1      | Леон Маршан | Плавання                        | 200 метрів брасом (чоловіки)             | 31 липня  |
| 1      | Тедді Рінер | Дзюдо                           | понад 100 кг (чоловіки)                  | 2 серпня  |
| 1      | Леон Маршан | Плавання                        | 200 метрів комплексом (чоловіки)         | 2 серпня  |
| 1      | Жоріс Доде | Велоспорт                       | BMX-гонки (чоловіки)                     | 2 серпня  |
| 1      | Шірін Буклі Жоан-Бенжамен Габа Амандін Бюшар Валід Хяр Сара-Леоні Сізік Лука Мкхейдзе Кларісс Агбеньєну Альфа Умар Джало Марі-Їв Гайє Максім-Гаель Нгаяп Амбу Романа Дікко Орельєн Дьєс Мадлен Малонга Тедді Рінер | Дзюдо                           | змішані команди                          | 3 серпня  |
| 1      | Колі Вас | Серфінг                         | Чоловіки                                 | 5 серпня  |
| 1      | Бенжамен Тома | Велоспорт                       | омніум (чоловіки)                        | 8 серпня  |
| 1      | Чоловіча збірна Франції з волейболу - Бартелемі Шиненьєзе - Женя Гребенников - Жан Патрі - Бенжамен Тоньютті - Кевін Тійї - Ервін Н'Ґапет - Антуан Брізар - Ніколя ле Гофф - Тревор Клевено - Ясін Луаті - Тео Фор - Кантен Жуффруа | Волейбол                        | чоловічий турнір                         | 10 серпня |
| 1      | Альтеа Лорен | Тхеквондо                       | понад 67 кг (жінки)                      | 10 серпня |
| 2      | Лука Мкхейдзе | Дзюдо                           | до 60 кг (чоловіки)                      | 27 липня  |
| 2      | Ор'ян Малло | Фехтування                      | індивідуальна шпага (жінки)              | 27 липня  |
| 2      | Яннік Борель | Фехтування                      | індивідуальна шпага (чоловіки)           | 28 липня  |
| 2      | Карім Лагуа Стефан Ландуа Ніколя Тузен | Кінний спорт                    | Командне триборство                      | 29 липня  |
| 2      | Віктор Корецький | Велоспорт                       | маунтінбайк (чоловіки)                   | 29 липня  |
| 2      | Батіст Аддіс Тома Широ Жан-Шарль Валладон | Стрільба з лука                 | командна першість (чоловіки)             | 29 липня  |
| 2      | Жоан-Бенжамен Габа | Дзюдо                           | до 73 кг (чоловіки)                      | 29 липня  |
| 2      | Сара Бальцер | Фехтування                      | індивідуальна шабля (жінки)              | 29 липня  |
| 2      | Марі-Флоранс Кандассамі Александра Луї-Марі Ор'ян Малло Коралін Віталіс | Фехтування                      | командна шпага (жінки)                   | 30 липня  |
| 2      | Анастасія Кирпичникова | Плавання                        | 1500 метрів вільним стилем (жінки)       | 31 липня  |
| 2      | Тітуан Кастрік | Веслування на байдарках і каное | слалом на байдарках-одиночках (чоловіки) | 1 серпня  |
| 2      | Сильвен Андре | Велоспорт                       | BMX-гонки (чоловіки)                     | 2 серпня  |
| 2      | Камій Єдржеєвські | Стрільба                        | пістолет, 25 метрів (жінки)              | 3 серпня  |
| 2      | Валантен Мадуас | Велоспорт                       | групова шосейна гонка (чоловіки)         | 3 серпня  |
| 2      | Анжель Юґ | Веслування на байдарках і каное | байдарки-крос (жінки)                    | 5 серпня  |
| 2      | Збірна Франції з баскетболу 3x3 - Люка Дюссульє - Тімоті Вержья - Жуль Рамбо - Франк Сегела | Баскетбол                       | 3x3 (чоловіки)                           | 5 серпня  |
| 2      | Соф'ян Уміа | Бокс                            | до 63,5 кг (чоловіки)                    | 7 серпня  |
| 2      | Нор'ян Ноло | Вітрильний спорт                | Формула Кайт (жінки)                     | 8 серпня  |
| 2      | Білал Беннама | Бокс                            | до 51 кг (чоловіки)                      | 8 серпня  |
| 2      | Олімпійська збірна Франції з футболу - Магнес Акліуш - Лоїк Баде - Раян Шеркі - Жоріс Шотар - Анді Діуф - Дезіре Дуе - Арно Калімуендо Муїнга - Куадіо Коне - Александр Ляказетт - Йоган Лепенан - Бредлі Локо - Кастелло Лукеба - Сунгуту Магасса - Жан-Філіп Матета - Кріслен Матсіма - Енцо Мійо - Обе Нкамбадьо - Майкл Олізе - Гійом Рест - Кіліанн Сідійя - Адріан Труффер | Футбол                          | чоловічий турнір                         | 9 серпня  |
| 2      | Жіноча збірна Франції з гандболу - Лора Глаузер - Мелін Ноканді - Алісія Тубланк - Клое Валентіні - Коралі Лассурс - Грейс Зааді - Лора Фліпп - Клеопатр Дарло - Орлан Канор - Тамара Горачек - Полетта Фоппа - Естель Нзе Мінко - Ор'ян Ондоно - Люсі Граньє - Сара Букті - Лена Грандво - Атаду Сако                                                                           | Гандбол                         | жіночий турнір                           | 10 серпня |
| 2      | Сірена Самба-Маєла | Легка атлетика                  | біг на 100 метрів з бар'єрами (жінки)    | 10 серпня |
| 2      | Даніс Сівіль | Брейкданс                       | Бібойз                                   | 10 серпня |
| 2      | Збірна Франції з баскетболу - Франк Нтілікіна - Ніколя Батум - Ендрю Альбісі - Гершон Ябуселе - Ісаїя Кордіньє - Еван Фурньє - Нандо де Коло - Матіас Лессор - Руді Гобер - Віктор Вембаньяма - Меттью Стразель - Білаль Кулібалі | Баскетбол                       | чоловічий турнір                         | 10 серпня |
| 2      | Елоді Клувель | Сучасне п'ятиборство            | індивідуальна першість (жінки)           | 11 серпня |
| 2      | Жіноча збірна Франції з баскетболу - Валеріан Аяї - Мар'єм Бадьян - Роман Берні - Алексія Шері - Марін Фоту - Маріне Йоганнес - Леїла Лакан - Домінік Малонга - Сара Мішель - Іліана Рупер - Жанель Салаюн - Ґаббі Вільямс | Баскетбол                       | жіночий турнір                           | 11 серпня |
| 3      | Шірін Буклі | Дзюдо                           | до 48 кг (жінки)                         | 27 липня  |
| 3      | Амандін Бюшар | Дзюдо                           | до 52 кг (жінки)                         | 28 липня  |
| 3      | Сара-Леоні Сізік | Дзюдо                           | до 57 кг (жінки)                         | 29 липня  |
| 3      | Кларісс Агбеньєну | Дзюдо                           | до 63 кг (жінки)                         | 30 липня  |
| 3      | Лео Бергер | Тріатлон                        | чоловіки                                 | 31 липня  |
| 3      | Антоні Жанжан | Велоспорт                       | BMX-фрістайл (чоловіки)                  | 31 липня  |
| 3      | Максім-Гаель Нгаяп Амбу | Дзюдо                           | до 90 кг (чоловіки)                      | 31 липня  |
| 3      | Себастьєн Патріс Максім П'янфетті Боладе Апіті Жан-Філіпп Патріс | Фехтування                      | командна шабля (чоловіки)                | 31 липня  |
| 3      | Сара Стюарт Шарлін Пікон | Вітрильний спорт                | 49er FX                                  | 2 серпня  |
| 3      | Сімон Делестр Олів'є Перро Жульєн Епайяр | Кінний спорт                    | Командний конкур                         | 2 серпня  |
| 3      | Романа Дікко | Дзюдо                           | понад 78 кг (жінки)                      | 2 серпня  |
| 3      | Флоран Маноду | Плавання                        | 50 метрів вільним стилем (чоловіки)      | 2 серпня  |
| 3      | Ромен Майо | Велоспорт                       | BMX-гонки (чоловіки)                     | 2 серпня  |
| 3      | Ліза Барбелен | Стрільба з лука                 | індивідуальна першість (жінки)           | 3 серпня  |
| 3      | Крістоф Ляпорт | Велоспорт                       | групова шосейна гонка (чоловіки)         | 3 серпня  |
| 3      | Фелікс Лебрен | Настільний теніс                | одиночний розряд (чоловіки)              | 4 серпня  |
| 3      | Максімільян Шастане Максім Поті Енцо Лефор Жульєн Мертен | Фехтування                      | командна рапіра (чоловіки)               | 4 серпня  |
| 3      | Йоанн Ндує-Бруар Леон Маршан Максім Груссе Флоран Маноду Клеман Секкі* Рафаель Фант-Дамер* | Плавання                        | 4x100 метрів комплексом (чоловіки)       | 4 серпня  |
| 3      | Жоанн Дефе | Серфінг                         | Жінки                                    | 5 серпня  |
| 3      | Сірьян Раве | Тхеквондо                       | до 58 кг (чоловіки)                      | 7 серпня  |
| 3      | Джамілі-Діні Абуду Мойндзе | Бокс                            | понад 92 кг (чоловіки)                   | 7 серпня  |
| 3      | Сімон Гозі Алексі Лебрен Фелікс Лебрен | Настільний теніс                | командна першість (чоловіки)             | 9 серпня  |

| Медалі за видом спорту          | Медалі за видом спорту | Медалі за видом спорту | Медалі за видом спорту | Медалі за видом спорту |
| ------------------------------- | ---------------------- | ---------------------- | ---------------------- | ---------------------- |
| Вид спорту                      | 1                      | 2                      | 3                      | Загалом                |
| Стрільба з лука                 | 0                      | 1                      | 1                      | 2                      |
| Легка атлетика                  | 0                      | 1                      | 0                      | 1                      |
| Баскетбол                       | 0                      | 3                      | 0                      | 3                      |
| Бокс                            | 0                      | 2                      | 1                      | 3                      |
| Брейкданс                       | 0                      | 1                      | 0                      | 1                      |
| Веслування на байдарках і каное | 1                      | 2                      | 0                      | 3                      |
| Велоспорт                       | 3                      | 3                      | 3                      | 9                      |
| Кінний спорт                    | 0                      | 1                      | 1                      | 2                      |
| Фехтування                      | 1                      | 4                      | 2                      | 7                      |
| Футбол                          | 0                      | 1                      | 0                      | 1                      |
| Гандбол                         | 0                      | 1                      | 0                      | 1                      |
| Дзюдо                           | 2                      | 2                      | 6                      | 10                     |
| Сучасне п'ятиборство            | 0                      | 1                      | 0                      | 1                      |
| Регбі-7                         | 1                      | 0                      | 0                      | 1                      |
| Вітрильний спорт                | 0                      | 1                      | 1                      | 2                      |
| Стрільба                        | 0                      | 1                      | 0                      | 1                      |
| Серфінг                         | 1                      | 0                      | 1                      | 2                      |
| Плавання                        | 4                      | 1                      | 2                      | 7                      |
| Настільний теніс                | 0                      | 0                      | 2                      | 1                      |
| Тхеквондо                       | 1                      | 0                      | 1                      | 2                      |
| Тріатлон                        | 1                      | 0                      | 1                      | 2                      |
| Волейбол                        | 1                      | 0                      | 0                      | 1                      |
| Загалом                         | 16                     | 26                     | 22                     | 64                     |

| Медалі за статтю | Медалі за статтю | Медалі за статтю | Медалі за статтю | Медалі за статтю |
| ---------------- | ---------------- | ---------------- | ---------------- | ---------------- |
| Стать            | 1                | 2                | 3                | Загалом          |
| Чоловіки         | 11               | 14               | 13               | 38               |
| жінки            | 4                | 11               | 8                | 23               |
| змішані          | 1                | 1                | 1                | 3                |
| Загалом          | 16               | 26               | 22               | 64               |

| Медалі за днями | Медалі за днями | Медалі за днями | Медалі за днями | Медалі за днями | Медалі за днями |
| --------------- | --------------- | --------------- | --------------- | --------------- | --------------- |
| Дата            | 1               | 2               | 3               | Загалом         |                 |
| 27 липня        | 1               | 2               | 1               | 4               |                 |
| 28 липня        | 2               | 1               | 1               | 4               |                 |
| 29 липня        | 2               | 5               | 1               | 8               |                 |
| 30 липня        | 0               | 1               | 1               | 2               |                 |
| 31 липня        | 3               | 1               | 4               | 8               |                 |
| 1 серпня        | 0               | 1               | 0               | 1               |                 |
| 2 серпня        | 3               | 1               | 5               | 9               |                 |
| 3 серпня        | 1               | 2               | 2               | 5               |                 |
| 4 серпня        | 0               | 0               | 3               | 3               |                 |
| 5 серпня        | 1               | 2               | 1               | 4               |                 |
| 7 серпня        | 0               | 1               | 2               | 3               |                 |
| 8 серпня        | 1               | 2               | 0               | 3               |                 |
| 9 серпня        | 0               | 1               | 1               | 2               |                 |
| 10 серпня       | 2               | 4               | 0               | 6               |                 |
| 11 серпня       | 0               | 2               | 0               | 2               |                 |
| Загалом         | 16              | 26              | 22              | 64              |                 |

| Багаторазові медалісти  | Багаторазові медалісти | Багаторазові медалісти | Багаторазові медалісти | Багаторазові медалісти | Багаторазові медалісти | Багаторазові медалісти |
| ----------------------- | ---------------------- | ---------------------- | ---------------------- | ---------------------- | ---------------------- | ---------------------- |
| Ім'я                    | Вид спорту             | 1                      | 2                      | 3                      | Загалом                |                        |
| Леон Маршан             | Плавання               | 4                      | 0                      | 1                      | 5                      |                        |
| Тедді Рінер             | Дзюдо                  | 2                      | 0                      | 0                      | 2                      |                        |
| Жоан-Бенжамен Габа      | Дзюдо                  | 1                      | 1                      | 0                      | 2                      |                        |
| Лука Мкхейдзе           | Дзюдо                  | 1                      | 1                      | 0                      | 2                      |                        |
| Кларісс Агбеньєну       | Дзюдо                  | 1                      | 0                      | 1                      | 2                      |                        |
| Шірін Буклі             | Дзюдо                  | 1                      | 0                      | 1                      | 2                      |                        |
| Амандін Бюшар           | Дзюдо                  | 1                      | 0                      | 1                      | 2                      |                        |
| Сара-Леоні Сізік        | Дзюдо                  | 1                      | 0                      | 1                      | 2                      |                        |
| Романа Дікко            | Дзюдо                  | 1                      | 0                      | 1                      | 2                      |                        |
| Максім-Гаель Нгаяп Амбу | Дзюдо                  | 1                      | 0                      | 1                      | 2                      |                        |
| Ор'ян Малло             | Фехтування             | 0                      | 2                      | 0                      | 2                      |                        |
| Флоран Маноду           | Плавання               | 0                      | 0                      | 2                      | 2                      |                        |
| Фелікс Лебрен           | Настільний теніс       | 0                      | 0                      | 2                      | 2                      |                        |

## Спортсмени
У кожному виді спорту від Франції виступила така кількість спортсменів. Французький олімпійський комітет офіційно оголосив про це 8 липня 2024 року.
| Вид спорту                      | Чоловіки | Жінки | Загалом |
| ------------------------------- | -------- | ----- | ------- |
| Стрільба з лука                 | 3        | 3     | 6       |
| Артистичне плавання             | Н/Д      | 8     | 8       |
| Легка атлетика                  | 49       | 41    | 90      |
| Бадмінтон                       | 5        | 4     | 9       |
| Баскетбол                       | 16       | 16    | 32      |
| Бокс                            | 4        | 4     | 8       |
| Брейкданс                       | 2        | 2     | 4       |
| Веслування на байдарках і каное | 6        | 7     | 13      |
| Велоспорт                       | 17       | 14    | 31      |
| Стрибки у воду                  | 5        | 4     | 9       |
| Кінний спорт                    | 8        | 1     | 9       |
| Фехтування                      | 9        | 9     | 18      |
| Хокей на траві                  | 16       | 16    | 32      |
| Футбол                          | 18       | 18    | 36      |
| Гольф                           | 2        | 2     | 4       |
| Гімнастика                      | 2        | 12    | 14      |
| Гандбол                         | 14       | 14    | 28      |
| Дзюдо                           | 7        | 7     | 14      |
| Сучасне п'ятиборство            | 2        | 2     | 4       |
| Академічне веслування           | 8        | 4     | 12      |
| Регбі-7                         | 12       | 12    | 24      |
| Вітрильний спорт                | 7        | 7     | 14      |
| Стрільба                        | 7        | 8     | 15      |
| Скейтбординг                    | 4        | 3     | 7       |
| Спортивне скелелазіння          | 3        | 4     | 7       |
| Серфінг                         | 2        | 2     | 4       |
| Плавання                        | 18       | 15    | 33      |
| Настільний теніс                | 3        | 3     | 6       |
| Тхеквондо                       | 2        | 2     | 4       |
| Теніс                           | 6        | 4     | 10      |
| Тріатлон                        | 3        | 3     | 6       |
| Волейбол                        | 16       | 16    | 32      |
| Водне поло                      | 13       | 13    | 26      |
| Важка атлетика                  | 2        | 2     | 4       |
| Боротьба                        | 1        | 2     | 3       |
| Загалом                         | 291      | 282   | 573     |